# Samzhubzê
Samzhubzê (tyb.: བསམ་འགྲུབ་རྩེ་ཆུས།, Wylie: bsam 'grub rtse, ZWPY: Samzhubzê; chiń. 桑珠孜區; pinyin Sāngzhūzī Qū) – dzielnica i siedziba prefektury miejskiej Xigazê w południowo-zachodnich Chinach, w Tybetańskim Regionie Autonomicznym. Do 2014 roku oddzielne miasto o nazwie Xigazê. W 2000 roku na obszarze dzielnicy zamieszkiwało ok. 100 tys. osób. Ważny ośrodek kulturalny, ekonomiczny, religijny i polityczny. W pobliżu miasta znajduje się klasztor Taszilunpo, dawna siedziba panczenlamów.
Samzhubzê leży na wysokości 3870 metrów. Powstało u ujścia rzeki Nianchu He (Nyang Chu) do rzeki Yarlung Zangbo.